# Cinq points de l'architecture moderne

Les Cinq points d'une architecture nouvelle,, formulés en ces termes exacts en 1927 par Le Corbusier et son cousin Pierre Jeanneret, se présentent comme une synthèse d'une nouvelle approche de la conception architecturale.
Ces cinq points sont : 
1. les pilotis : le rez-de-chaussée est transformé en un espace dégagé destiné aux circulations, les locaux obscurs et humides sont supprimés, le jardin passe sous le bâtiment et sur le bâtiment ;
2. le toit-terrasse : ce qui signifie à la fois le renoncement au toit traditionnel en pente, le toit-terrasse rendu ainsi accessible et pouvant servir de solarium, de terrain de sport ou de piscine, et le toit-jardin ;
3. le plan libre : la suppression des murs porteurs et de refends, autorisée par les structures à ossature, notamment de type poteaux-dalles en acier ou en béton armé, qui libèrent l'espace et dont le découpage est rendu indépendant de la structure ;
4. la fenêtre en bandeau : elle aussi rendue possible par les structures poteaux-dalles supprimant la contrainte des linteaux ;
5. la façade libre : poteaux en retrait des façades, plancher en porte-à-faux, la façade devient une peau mince de murs légers et de baies placées indépendamment de la structure.

Il existe également un sixième point, mais de moindre importance, car il fait plutôt référence à de l'esthétisme. C'est celui de la suppression de la corniche.
Le Corbusier fait aussi référence aux casiers qui prennent place à l'intérieur du bâtiment et à l'encombrement des meubles.
Les cinq points reprennent en fait les principes constructifs développés aux États-Unis par l'École de Chicago sous l'influence de l'enseignement de Viollet-le-Duc. Repris partiellement en Europe par les architectes de l'Art nouveau (Hector Guimard, dont l'école du Sacré-Cœur construite à Paris en 1895 et basée sur les idées de Viollet le Duc, respecte déjà quatre des cinq points du constructeur suisse ; seul le toit reste en pente), ils y mêlent les principes du mouvement hygiéniste de la fin du XIXe et du début du XXe siècle visant à une exposition maximale au soleil afin de lutter contre la tuberculose.
L'apport essentiel de Le Corbusier consiste en une systématisation de ces théories. La Villa Le Lac, construite en 1923, intègre déjà trois des cinq principes. De très nombreux bâtiments du Mouvement Moderne, puis du Style international, respecteront ensuite ces « Cinq points d'une architecture nouvelle ».

## Quelques bâtiments respectant lescinq points
- Le Corbusier
  - 1928-1931 : Villa Savoye
  - 1947-1952 : Les Cités Radieuses et les unités d'habitations
  - 1952-1965 : Couvent de la Tourette